# فرونتینو (انتیوکیا)
فرونتینو (انتیوکیا) (به اسپانیایی: Frontino, Antioquia) یک سکونتگاه مسکونی در کلمبیا است که در Western Antioquia واقع شده‌است.